# Organización de Liberación de Afganistán
La Organización de Liberación de Afganistán  (Persa: سازمان رهایی افغانستان, Sazman-i Rihayi Afghanistan) (ALO) es un grupo político marxista-leninista-maoísta en Afganistán. Fue fundada por el Dr. Faiz Ahmad y algunos otros en 1973. ALO es una de varias organizaciones que surgieron del movimiento Sholaye Javid (Llama Eterna). ALO fue originalmente llamado Grupo Revolucionario de los Pueblos de Afganistán (گروه انقلابی خلقهای افغانستان, RGPA); fue cambiado de nombre en 1980.

## Historia

### Primeros años
Fue muy crítico con la guerra afgano-soviética y luchó activamente contra lo que consideraba el social-imperialismo. En junio de 1979, la RGPA convocó al Frente de Luchadores por la Libertad Muyahidín de Afganistán junto con elementos islamistas, como un frente unido contra el gobierno del Partido Democrático Popular de Afganistán.

### En el conflicto afgano
Junto con algunos otros grupos islamistas, el RGPA dirigió una rebelión en Kabul y otras ciudades el 5 de agosto de 1979, que se conoció como el levantamiento de Bala Hissar (por su inicio en la fortaleza de Bala Hissar). El levantamiento fue reprimido por el gobierno y decenas de cuadros de ALO fueron asesinados y arrestados. Algunos de los miembros del comité central, como Mohammad Mohsin, Mohammad Dawod y otros, fueron ejecutados en la prisión Pul-e-Charkhi.
ALO tenía muchos frentes contra los soviéticos y los comunistas afganos prosoviéticos en diferentes partes de Afganistán y fue atacado tanto por las Fuerzas Armadas Soviéticas como por los grupos fundamentalistas de los muyahidines. Perdieron más de 120 de sus cuadros durante el inicio de la guerra civil afgana.

### Marginalización
El mismo Dr. Faiz Ahmad fue asesinado el 12 de noviembre de 1986, junto con sus otros 6 camaradas por la milicia Hizb-e Islami de Gulbuddin Hekmatyar.
La organización todavía existe a partir de 2019.